# Finale della Coppa CERS 2010-2011
La finale della 31ª edizione della Coppa CERS si è disputata l'8 maggio 2011 presso il Pavelló de les Casernes di Vilanova i la Geltrú, in Spagna, tra i portoghesi del Benfica e gli spagnoli del Vilanova.
Essa è stata vinta dal Benfica, al secondo successo nella competizione, con il risultato di 6 a 4. 

## Le squadre
| Squadre  | Partecipazioni precedenti (il grassetto indica la vittoria) |
| -------- | ----------------------------------------------------------- |
| Benfica  | 1991                                                        |
| Vilanova | 2006, 2007                                                  |

## Tabellino
| Vilanova i la Geltrú 8 maggio 2011 | Benfica | 6 – 4 | Vilanova | Pavelló de les Casernes |